# ARCANA PROJECT
ARCANA PROJECT es un grupo musical femenino de idols. Es producido conjuntamente por Dear Stage y Lantis. Sus apodos se basan en la visión del mundo basada en las cartas del tarot, y a cada miembro se le asigna una carta con un color según su cargo, y los nombres derivados del nombre de la carta del tarot se han adoptado para canciones y presentaciones en vivo.

## Miembros

### Miembros actuales
| Nombre                                   | Apodo       | Carta de tarot      | Fecha de nacimiento      | Lugar de nacimiento | Actividades extracurriculares                       | Nota(s)                                                                 |
| ---------------------------------------- | ----------- | ------------------- | ------------------------ | ------------------- | --------------------------------------------------- | ----------------------------------------------------------------------- |
| Usa Sakurano (桜野 羽咲 Sakurano Usa?)   | U-chan      | Emperatriz          | 11 de enero de 1995      | Tokio               |                                                     | Exintegrante de Moso Calibration. También activa como cantante solista. |
| Aozora Sorano (空野 青空 Sorano Aozora?) | Aonyan      | Rueda de la fortuna | 16 de octubre de 1996    |                     | Departamento de juegos de DS ☆ DSPM Club Human Wolf | También activa como idol solista.                                       |
| Shion Aida (相田 詩音 Aida Shion?)       | Shiopi Aida | Juez                | 8 de abril de 1998       | Sichuan, China      | Departamento de juegos de DS ☆                      |                                                                         |
| Hana Hanamiya (花宮 ハナ Hanamiya Hana?) | Hana        | Mago                | 25 de septiembre de 2000 | Tokio               | DSPM Club Human Wolf                                | Exmiembro de BiS                                                        |
| Hikaru Amano (天野 ひかる Amano Hikaru?) | Hikaru-chan | Estrella            | 27 de junio de 2003      |                     |                                                     | Miembro más joven                                                       |

### Exmiembros
| Nombre                               | Apodo  | Carta de tarot | Fecha de nacimiento      | Lugar de nacimiento | Actividades extracurriculares | Nota(s)                                           |
| ------------------------------------ | ------ | -------------- | ------------------------ | ------------------- | ----------------------------- | ------------------------------------------------- |
| Mai Sasaki (佐々木 麻衣 Sasaki Mai?) | Maichi | Mundo          | 22 de septiembre de 2001 | Chiba               |                               | THE Karaoke ★ Battle Exmiembro de "U-18 Shitenno" |

## Discografía

### Sencillos
| # | Título | Fecha de lanzamiento    | Nota(s)                                                                             | Posición más alta en Oricon |
| - | --- | ----------------------- | ----------------------------------------------------------------------------------- | --------------------------- |
| 0 | «ACE of WANDS» | 25 de marzo de 2020     | Sencillo lanzado como el predebut del grupo musical                                 |                             |
| 1 | «Campanella Hibiku Sora de» (カンパネラ響く空で Kanpanera Hibiku Sora de?, lit. Campanella resonante en el cielo.)                                  | 9 de septiembre de 2020 | Canción usada como tema de apertura del anime Monster Musume no Oisha-san.          | 28                          |
| 2 | «Yume de Sekai wo Kaeru Nara» (夢で世界を変えるなら? lit. Si puedes cambiar el mundo en un sueño)                                                   | 10 de febrero de 2021   | Canción usada como tema de cierre del anime Kaifuku Jutsushi no Yarinaoshi.         | 32                          |
| 3 | «Tayutae, Nanairo» (たゆたえ、七色? lit. Revoloteando, siete colores)                                                                               | 14 de julio de 2021     | Canción usada como tema de apertura del anime Shiroi Suna no Aquatope.              | 26                          |
| 4 | «Tomedonai Shiosai ni Boku-tachi wa Nani o Utau darō ka» (とめどない潮騒に僕たちは何を歌うだろうか? lit. ¿Qué cantaremos en la marea interminable?) | 27 de octubre de 2021   | Canción usada como tema segundo tema de apertura del anime Shiroi Suna no Aquatope. |                             |
| 5 | «Kakumei-teki Reimei» (革命的レイメイ?) | 21 de mayo de 2022      |                                                                                     |                             |